# James Harvey Robinson

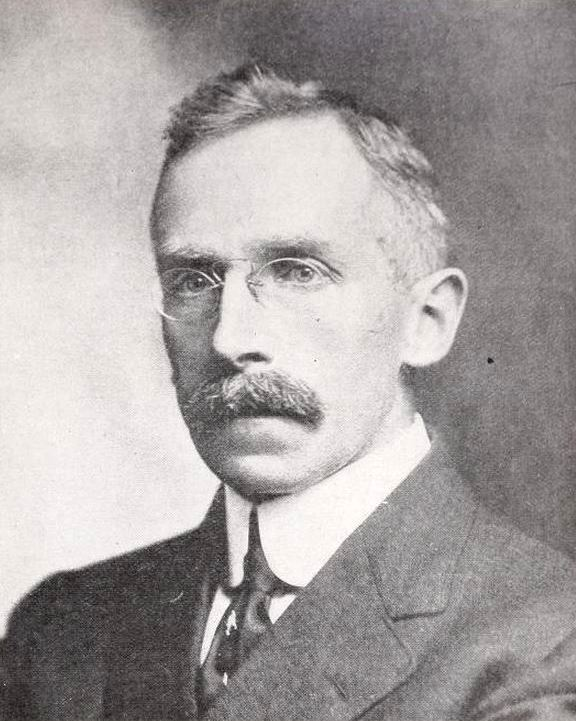
James Harvey Robinson (1922)

James Harvey Robinson (* 29. Juni 1863 in Bloomington, Illinois; † 16. Februar 1936 in New York City) war ein US-amerikanischer Historiker, einige Jahre Präsident des US-Historiker-Verbands sowie Gründungsrektor der New Yorker „The New School“-Universität.

## Leben und Wirken
Der Sohn eines Bankdirektors arbeitete zunächst kurz in der väterlichen Bank, wählte dann aber 1884 das Studium der Geschichtswissenschaft an der Harvard University. Nach dem Magister-Abschluss 1888 setzte er seine Studien an den Universitäten in Freiburg/Breisgau und Straßburg fort. Seinen Dr. phil. erlangte er 1890 an der Universität Freiburg. Robinson lehrte danach Geschichtswissenschaft mit Schwerpunkt auf Europäischer Geschichte zunächst als  Assistant Professor an der University of Pennsylvania (1891–1895) und dann als ordentlicher Professor an der Columbia University (1895–1919).
Er war 1919 Mitbegründer der New Yorker New School for Social Research und wurde deren erster Präsident. Er gilt auch als der Gründer der Schule der „New History“, die eine sozialwissenschaftlich orientierte Geschichtsschreibung propagierte. Als Herausgeber der Annals of the American Academy of Political and Social Science (1892–95) erwarb er sich ebenso Verdienste wie als Mitherausgeber des American Historical Review (1912–1920) und Präsident (1929) der American Historical Association.
Ihm zu Ehren verleiht die US-amerikanische Historiker-Vereinigung seit 1978 im zweijährlichen Turnus den James Harvey Robinson Prize for an Outstanding Teaching Aid für wegweisende Leistungen in Didaktik-Fortentwicklung für die akademische Historiker-Ausbildung.

## Werke (Auswahl)
- The German Bundesrath: A Study in Comparative Constitutional Law (= Publications of the University of Pennsylvania. Political Economy and Public Law Series. Band 3, Nummer 1). University of Pennsylvania, Philadelphia 1891 (Digitalisat).
- Petrarch. The First Modern Scholar and Man of Letters. A Selection from his Correspondence with Boccaccio and other Friends. G.P. Putman's Sons, New York 1898 (Digitalisat).
- An Introduction to the History of Western Europe. Ginn & Company, Boston 1902/1903 (online).
- Readings in European history. Band 1: From the breaking up of the Roman Empire to the Protestant Revolt. Ginn & Company, Boston u. a. 1904 (Digitalisat).
- Readings in European history. Band 2: From the opening of the Protestant Revolt to the present day. Ginn & Company, Boston u. a. 1906 (Digitalisat).
- mit Charles A. Beard: The Development of Modern Europe. An Introduction to the Study of Current History. Ginn & Company, New York 1907.
- The new history – essays illustrating the modern historical outlook. Macmillan Company, New York 1912 (Digitalisat).
- mit James H. Breasted: Outlines of European History. Band 1: Earliest Man. The Orient, Greece, and Rome. Europe from the break-up of the Roman Empire to the Opening of the Eighteenth Century. Ginn and Company, Boston u. a. 1914 (Digitalisat).
- mit Charles A. Beard: Outlines of European History. Band 2: From the Seventeenth Century to the Present Time. Ginn and Company, Boston u. a. 1914 (Digitalisat).
- Medieval and modern times. An introduction to the history of western Europe from the dissolution of the Roman Empire to the opening of the great war of 1914. Ginn and Company, Boston u. a. 1916 (überarbeitete Fassung der „Introduction to the History of Western Europe“ von 1902/1903; Digitalisat).
- mit Charles A. Beard: History of Europe: Our Own Times. The Eighteenth and Nineteenth Centuries, the Opening of the Twentieth Century and the World War. Ginn and Company, Boston u. a. 1921 (Digitalisat).
- The Mind in the Making: The Relation of Intelligence to Social Reform. Harper & Brothers, London/New York 1921 (online).
- The Humanizing of Knowledge. George H. Doran Company, New York 1923.
- mit Emma Peters Smith: Our World Today and Yesterday. A History of Modern Civilization. Ginn and Company, Boston u. a. 1924 (Digitalisat).
- The Ordeal of Civilization: A Sketch of the Development and World-Wide Diffusion of Our Present-Day Institutions. Harper & Brothers, New York/London 1926 (Digitalisat).
- The Human Comedy: As Devised and Directed by Mankind Itself. Harper & Brothers, New York/London 1937 (Digitalisat).